# Polystichum × midoriense
Polystichum × midoriense là một loài dương xỉ trong họ Dryopteridaceae. Loài này được T.Oka & S.Ohtani mô tả khoa học đầu tiên năm 1980.
Danh pháp khoa học của loài này chưa được làm sáng tỏ. 